# فدرالیسم در ایران
موضوع فدرالیسم در ایران در بحث‌های مربوط به شکل و ساختار حکومت ایدئال برای کشور ایران برای برخی از اهمیت برخوردار است.
برخی از منتقدان معتقدند که فدرالیسم در ایران در عمل به معنی تقسیم یک دیکتاتوری بزرگ به دیکتاتوری‌های کوچکتر می‌باشد. به علاوه، تا به حال هیچ کشور تاریخی، یکپارچه و موجود در صحنه مانند ایران، روش کشور داری خود را به ساختار نظام فدرال تغییر نداده است؛ یعنی اینکه نظام فدرال اتحادی بین واحدها یا کشورهای تازه تأسیس و مستقل و جدا از هم است، نه اینکه کشوری تاریخی و متحد را ابتدا تکه‌تکه و تجزیه کرد، و سپس با نام نظام فدرال تکه‌ها را به یکدیگر چسباند. همچنین تجربه فدرالیسم در کشورهای تازه تأسیس اما تاریخی مانند کشورهای آفریقایی یا عراق مثبت نبوده‌است و قوم‌گرایی، تنش‌های قومی و نفوذ کشورهای خارجی در امور داخلی را افزایش، و حاکمیت ملی و توسعه اجتماعی را کاهش داده‌است.

## تاریخچه
در زمان حکومت سیاسی هخامنشیان، جدای از سرزمین ایران، نواحی مفتوحه با حفظ استقلال داخلی تابع حکومت مرکزی بودند؛ مثلاً لیکیه یکی از شهرهای روم باستان بود که پس از فتح توسط هخامنشیان، ضمن حفظ استقلال داخلی، در کنار حفظ فرهنگ بومی، عناصر پارسی را نیز پذیرا شد. کوروش بزرگ در پی ایجاد تمرکز در قلمرو پادشاهی خویش نبود و به ملت‌های تحت حکومت خویش حداکثر آزادی را می‌داد. در کتیبه نقش رستم از ۳۰ ساتراپی که داریوش، ایجاد نموده بود نام برده شده‌است که هر یک از ساتراپ‌ها در حکم یک ایالت و گاهی در حکم یک کشور بودند. ساتراپ‌ها صلاحیت اداره تمام امور ساتراپی را داشتند، فرمانده نظامی آن ناحیه بودند و بنام خود سکه ضرب می‌کردند. فرزاد فخیمی ادعا می‌کند که حکومتهای ایرانی خصوصاً در عهد ساسانیان و دوران حکومت خلفای اسلامی و دوره صفویه عموماً حکومت‌هایی استبدادی و خودمحور بوده‌اند؛ ولی در سایر دوره‌های تاریخی نوعی فدرالیسم بر ایران حکمفرما بوده‌است.
برخی نیز معتقدند که فدرالیسم در ایران نباید با کنفدراسیون اشتباه گرفته شود، همچنان‌که در آمریکا، ۱۳ حکومت مستقل، ابتدا قرارداد کنفدراسیون را امضا نمودند که بعدها به فدرالیسم و یکپارچگی امروز آن کشور منتهی شد.

## زمینه
برخی کشور ایران را در صورت مقاومت در برابر دمکراسی و فدرالیسم ناگزیر از تجزیه می‌دانند و معتقدند بزرگی کشور ایران و تمرکز قدرت در آن خطرناک است. اندازه جغرافیایی بزرگ برای دول متمرکز و غیر دمکراتیک تصوری از خود ایجاد می‌کند که ممکن است بیش از ظرفیت ملی آن باشد و بزرگی ایران نیز خطر اسلامگرایی را دو چندان ساخته‌است.
در مقابل برخی معتقدند که فدرالیسم در ایران در عمل به معنی تقسیم یک دیکتاتوری بزرگ به دیکتاتوری‌های کوچکتر می‌باشد. به علاوه کشورهای دارای ساختار فدرال، عموماً طی شکل‌گیری ابتدایی و بنیان‌گذاری (چون آلمان یا ایالات متحد آمریکا) یا طی شکل‌گیری مجدد، مثلاً پس از جنگ یا فروپاشی (چون عراق یا روسیه) به این صورت شکل گرفته‌اند. در حقیقت تا به حال هیچ کشور تاریخی مانند ایران، یکپارچه و موجود در صحنه، روش کشور داری خود را به ساختار سیستم اصیل فدرال برنگردانده است. به علاوه از نظر بسیاری، صحبت کردن در مورد گذشته فدرالیسم در ایران بی‌معنی است زیرا اصولا ایران و مردم آن تجربه زیسته طولانی داشته‌اند و هیچ‌گاه مانند کشورهای تازه تأسیس نبوده‌است که در یک اتحاد تصمیم بگیرند کشوری جدید تأسیس کنند. اصولاً همچنین در مورد کشورهای تازه تأسیس اما تاریخی آفریقا و خاورمیانه از جمله عراق، با وجود داشتن تجربه اتحاد هزار ساله، برخی فدرالیسم را بیشتر به عنوان ترفندی برای تجزیه دیده‌اند. همانگونه که در عراق نیز چند سال پس از تصویب قانون فدرال که تلاشی برای جلوگیری از تجزیه این کشور بود، اقلیم کردستان همه‌پرسی برای استقلال برگزار کرد. مشکل دیگر در کشورهای تاریخی، وجود بافت درهم تنیده قومی، زبانی و دینی در نقاط مختلف است که بر اساس نظام فدرال، خطر حذف اقلیت‌های کوچک‌تر نیز شکل گرفته‌است، اقلیت‌هایی که در ساختار قومی-مذهبی اقلیم‌ها جایی ندارند.

## پیشنهاد تشکیل نظام فدرالی در ایران
ایده ایجاد یک نظام فدرالی از زمان انقلاب مشروطه در ایران پاگرفت تا بعد از جنبش مشروطه و با تصویب اولین قانون تقسیمات کشوری، ایران متشکل از ۴ ایالت و ۲۳ ولایت بود که شامل ایالت آذربایجان، ایالت خراسان و سیستان، ایالت فارس و ایالت کرمان و بلوچستان می‌شد.
ولی جنبش‌های محلی و ترس از خطر تجزیه ایران دلیلی برای تمرکز قدرت در حکومت مرکزی گردید که تا دهه‌های پس از انقلاب ۱۳۵۷ ایران نیز ادامه یافت.
سه دهه بعد از تصویب اولین قانون تقسیمات کشوری، در سال ۱۳۱۶ دومین قانون، واحد تقسیمات کشوری را به‌جای «ایالت» به «استان» تغییر داد و استان‌های شش‌گانه‌ای شامل استان شمال غرب، استان شمال، استان غرب، استان جنوب، استان شمال‌شرق و استان مکران تشکیل شد. تعداد این استان‌ها البته دو ماه بعد به ۱۰ عدد رسید و روند تغییرات استان‌ها و مرزهای آن ادامه یافت تا اینکه در سال ۱۳۶۲ سومین قانون تقسیمات کشوری به تصویب رسید.

### قبل از انقلاب ۵۷
کمیسیون سه جانبهکمیسیونی بود در دوران اشغال ایران توسط متفقین و در اوج فعالیت‌های فرقه دموکرات آذربایجان، در ۲۵ آذر ۱۳۲۴ در مسکو و با حضور وزرای خارجه شوروی، انگلستان و آمریکا برگزار شد. برنامه این کمیسیون، شامل نوعی از فدرالیسم قومی و خودمختاری مناطق در ایران و تدریس زبان‌های کردی، عربی و ترکی درمدارس و تمرکززدایی کامل بود، و واکنش‌های تندی در میان افکار عمومی داشت و مورد مخالفت و انتقاد شدید دکتر مصدق نیز قرار گرفت.
طرح رزم‌آرارزم آرا در سال ۱۳۲۹ به هنگام تشکیل کابینه قصد داشت که قانون انجمن‌های ایالتی و ولایتی را به شکل خاصی اجرا نموده و به استان‌ها اختیارات بیشتر شبه خودمختاری واگذار نماید. دکتر مصدق با این طرح هم در صحبت‌های خصوصی و هم در مجلس به‌شدت مخالفت نمود. نظر مصدق این بود که دول بزرگ از اختیاراتی که به استان‌ها داده شود، سوءاستفاده می‌کنند و دولت ایران را در بن‌بست عظیمی قرار خواهند داد. ویژگی مصدق این بود که با سیاستمدارانی مانند رزم‌آرا که سیاست ملی را به سیاست قومی تقلیل می‌دادند مخالفت می‌کرد. همچنین او تحولات قومی-هویتی کشور را بدون ارزیابی بازیگری دولت‌های دشمن یا رقیب ایران تحلیل نمی‌کرد.

### بعد از انقلاب ۵۷
کنگرۀ خلق‌های ایراندر تیر ۱۳۵۸ به ابتکار جبهۀ دموکراتیک ملی ایران کنفرانسی متشکل از ۹ حزب و سازمان برگزار شد و طرحی ۱۱ ماده‌ای را با نام طرح خودمختاری خلق‌های ایران به تصویب رساند که حکومتی فدرال و دموکراتیک را برای ایران پس از انقلاب پیشنهاد می‌کرد. این سازمان‌ها قصد داشتند با هدف نهایی تأسیس شورای خلق‌های ایران، کنگره‌ای را با نام کنگرۀ خلق‌های ایران در مرداد ۱۳۵۸ در مهاباد برگزار کنند که به دلیل حملۀ نیروهای حکومت جمهوری اسلامی ایران به کُردستان ناکام ماند.
ادارۀ محلی در قانون اساسیبرخی معتقدند که در قانون اساسی جمهوری اسلامی ایران را نیز نشانه‌هایی کم رنگ از سیستم فدرال وجود دارد. شوراهای اسلامی شهر و روستا و برخی از تصمیم‌گیری‌ها توسط این شوراها، از جمله انتخاب شهردار و تصمیم‌گیری در امور فرهنگی، عمرانی و شهرسازی، نوعی از عدم تمرکز تلقی شده‌است.
طرح تقسیم کشور به ۹ ایالتدر سال ۱۳۶۰ طرحی از طرف وزارت کشور به هیئت دولت داده شده‌است تا مورد بررسی قرار گیرد که بنا بود بر اساس این طرح کشور به نه منطقه یا ایالت تقسیم شود و هر ایالت یک والی و چند استان داشته باشد.
طرح فدرالیسم اقتصادی محسن رضاییبرخی از طرفداران فدرالیسم در ایران از جمله محسن رضایی خصوصاً بر فدرالیسم اقتصادی تأکید دارند و معتقد هستند که ایالات می‌توانند از نظر اقتصادی روی پای خود ایستاده و تصمیم‌گیری‌های کلان در سطح کشور داشته باشند. در طرح رضایی، فدرال اقتصادی نوع محدودشده ای از اداره کشور به سبک فدرالیسم است و محدود به امور اقتصادی است. او در این روش اداره مسائل سیاسی و دفاعی را به صورت متمرکز قابل اجرا می‌داند.
طرح فدرالیسم محمد خاتمیهمچنین سید محمد خاتمی در تاریخ ۲۱ اردیبهشت ۱۳۹۸ در دیدار با اعضای شورای شهر تهران مطرح کرد که بهترین شیوه کشورداری برای ایران حکومت فدرال است که این سخنان باعث اعتراضات شدیدی در اقشار فرهنگی و سیاسی جامعه شد. روزنامه کیهان در ستون ویژه خود با انتشار بخشی از یادداشت سید جواد طباطبایی (استاد دانشگاه و فیلسوف سیاسی ایران) در نقد اظهارات خاتمی دربارهٔ «حکومت فدرالی»، به بررسی این موضوع از منظر یک فعال سیاسی اصلاح طلب پرداخت. سید جواد طباطبایی این سخنان خاتمی را خطرناک دانست و او را فاقد صلاحیت در خصوص انتخاب نوع کشورداری برای ایران دانست. همچنین بیش از ۲۰۰ نفر از فعالان سیاسی و فرهنگی ایران نیز به این سخنان اعتراض کرده و حکومت فدرالیسم را در جهت تجزیه و فروپاشی ایران دانسته‌اند.
با اینحال تلویزیون گوناز تی وی که گرایش تجزیه طلبانه دارد از این پیشنهاد خاتمی حمایت کرده‌است.